# Cronologia degli astronauti per nazionalità

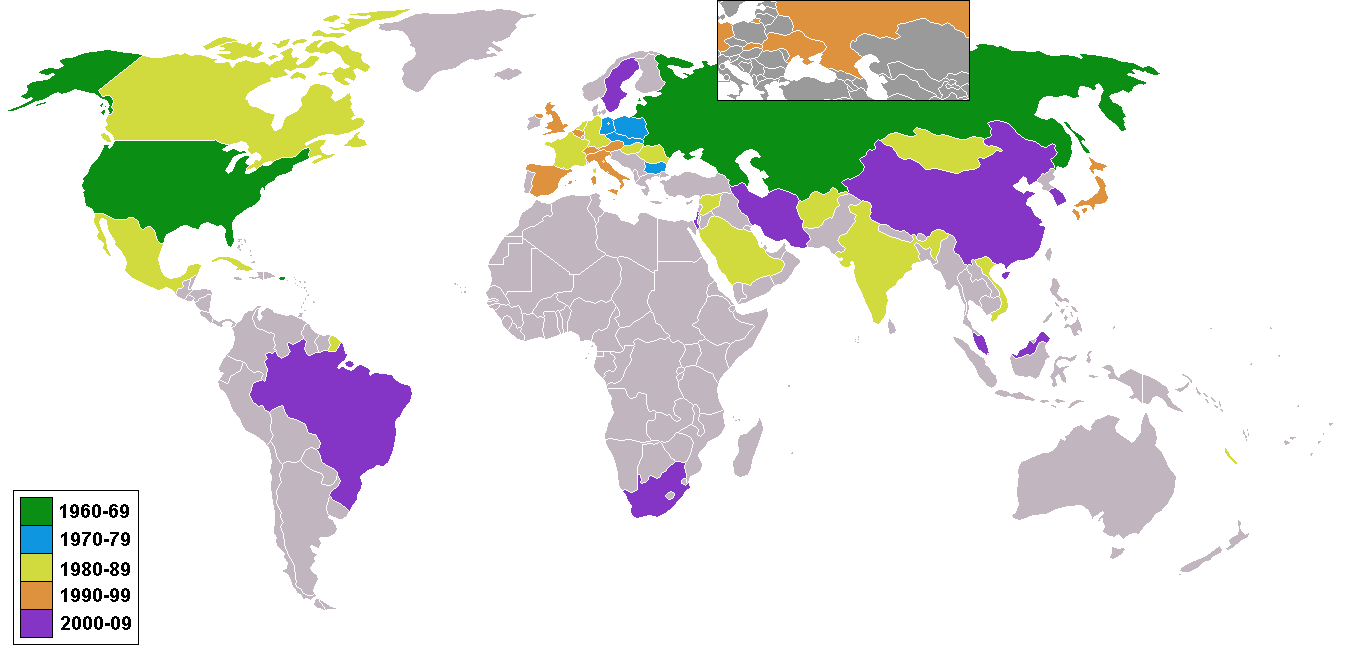
Mappa delle nazioni i cui cittadini sono andati nello spazio

La seguente tabella è una cronologia degli astronauti per nazionalità, dal primo volo sovietico cittadini di 48 diverse nazioni hanno volato nello spazio. Per ogni nazione è riportato il primo astronauta, la prima missione e la data di lancio (in UTC). In celeste sono indicate le nazioni che riuscirono a mandare autonomamente un proprio cittadino nello spazio. Questa cronologia considera la nazionalità che l'astronauta aveva al momento del lancio ed è aggiornata al 1º aprile 2024.
| #    | Nazione                    | Astronauta                             | Missione          | Data (UTC)        |
| ---- | -------------------------- | -------------------------------------- | ----------------- | ----------------- |
| 1960 |                            |                                        |                   |                   |
| 1    | Unione Sovietica           | Jurij Gagarin                          | Vostok 1          | 12 aprile 1961    |
| 2    | Stati Uniti                | Alan Shepard                           | MR-3              | 5 maggio 1961     |
| 1970 |                            |                                        |                   |                   |
| 3    | Cecoslovacchia             | Vladimír Remek                         | Sojuz 28          | 2 marzo 1978      |
| 4    | Polonia                    | Mirosław Hermaszewski                  | Sojuz 30          | 27 giugno 1978    |
| 5    | Germania Est               | Sigmund Jähn                           | Sojuz 31          | 26 agosto 1978    |
| 6    | Bulgaria                   | Georgi Ivanov                          | Sojuz 33          | 10 aprile 1979    |
| 1980 |                            |                                        |                   |                   |
| 7    | Ungheria                   | Bertalan Farkas                        | Sojuz 36          | 26 maggio 1980    |
| 8    | Vietnam                    | Phạm Tuân                              | Sojuz 37          | 23 luglio 1980    |
| 9    | Cuba                       | Arnaldo Tamayo Méndez                  | Sojuz 38          | 18 settembre 1980 |
| 10   | Mongolia                   | Žùgdėrdėmidijn Gùrragčaa               | Sojuz 39          | 22 marzo 1981     |
| 11   | Romania                    | Dumitru Prunariu                       | Sojuz 40          | 4 maggio 1981     |
| 12   | Francia                    | Jean-Loup Chrétien                     | Sojuz T-6         | 24 giugno 1982    |
| 13   | Germania Ovest             | Ulf Merbold                            | STS-9             | 28 novembre 1983  |
| 14   | India                      | Rakesh Sharma                          | Sojuz T-11        | 3 aprile 1984     |
| 15   | Canada                     | Marc Garneau                           | STS-41-G          | 5 ottobre 1984    |
| 16   | Arabia Saudita             | Salman Al Sa'ud                        | STS-51-G          | 17 giugno 1985    |
| 17   | Paesi Bassi                | Wubbo Ockels                           | STS-61-A          | 30 ottobre 1985   |
| 18   | Messico                    | Rodolfo Neri Vela                      | STS-61-B          | 26 novembre 1985  |
| 19   | Siria                      | Muhammad Faris                         | Sojuz TM-3        | 22 luglio 1987    |
| 20   | Afghanistan                | Abdul Ahad Momand                      | Sojuz TM-6        | 29 agosto 1988    |
| 1990 |                            |                                        |                   |                   |
| 21   | Giappone                   | Toyohiro Akiyama                       | Sojuz TM-11       | 2 dicembre 1990   |
| 22   | Regno Unito                | Helen Sharman                          | Sojuz TM-12       | 18 maggio 1991    |
| 23   | Austria                    | Franz Viehböck                         | Sojuz TM-13       | 2 ottobre 1991    |
| 24   | Russia                     | Aleksandr Kaleri, Aleksandr Viktorenko | Sojuz TM-14       | 17 marzo 1992     |
| 25   | Belgio                     | Dirk Frimout                           | STS-45            | 24 marzo 1992     |
| 26   | Italia                     | Franco Malerba                         | STS-46            | 31 luglio 1992    |
| 27   | Svizzera                   | Claude Nicollier                       | STS-46            | 31 luglio 1992    |
| 28   | Ucraina                    | Leonid Kadenjuk                        | STS-87            | 19 novembre 1997  |
| 29   | Spagna                     | Pedro Duque                            | STS-95            | 29 ottobre 1998   |
| 30   | Slovacchia                 | Ivan Bella                             | Sojuz TM-29       | 20 febbraio 1999  |
| 2000 |                            |                                        |                   |                   |
| 31   | Sudafrica                  | Mark Shuttleworth                      | Sojuz TM-34       | 25 aprile 2002    |
| 32   | Israele                    | Ilan Ramon                             | STS-107           | 16 gennaio 2003   |
| 33   | Cina                       | Yáng Lìwěi                             | Shenzhou 5        | 15 ottobre 2003   |
| 34   | Brasile                    | Marcos Pontes                          | Sojuz TMA-8       | 30 marzo 2006     |
| 35   | Iran                       | Anousheh Ansari                        | Sojuz TMA-9       | 18 settembre 2006 |
| 36   | Svezia                     | Christer Fuglesang                     | STS-116           | 10 dicembre 2006  |
| 37   | Malaysia                   | Sheikh Muszaphar Shukor                | Sojuz TMA-11      | 10 ottobre 2007   |
| 38   | Corea del Sud              | Yi So-yeon                             | Sojuz TMA-12      | 8 aprile 2008     |
| 2010 |                            |                                        |                   |                   |
| 39   | Danimarca                  | Andreas Mogensen                       | Sojuz TMA-18M     | 2 settembre 2015  |
| 40   | Kazakistan                 | Ajdyn Aimbetov                         | Sojuz TMA-18M     | 2 settembre 2015  |
| 41   | Emirati Arabi Uniti        | Hazza Al Mansouri                      | Sojuz MS-15       | 25 settembre 2019 |
| 2020 |                            |                                        |                   |                   |
| 42   | Australia                  | Chris Boshuizen                        | Blue Origin NS-18 | 13 ottobre 2021   |
| 43   | Portogallo                 | Mário Ferreira                         | Blue Origin NS-22 | 4 agosto 2022     |
| 44   | Egitto                     | Sara Sabry                             | Blue Origin NS-22 | 4 agosto 2022     |
| 45   | Turchia                    | Alper Gezeravcı                        | Axiom Mission 3   | 19 gennaio 2024   |
| 46   | Bielorussia                | Marina Vasilevskaja                    | Sojuz MS-25       | 23 marzo 2024     |
| 47   | Malta/ Saint Kitts e Nevis | Chun Wang                              | Fram2             | 1º aprile 2025    |
| 48   | Norvegia                   | Jannicke Mikkelsen                     | Fram2             | 1º aprile 2025    |

## Altri criteri
La lista sopra per stabilire la nazionalità dell'astronauta si basa su quella al momento del lancio. Utilizzando differenti criteri si sarebbero potuti includere i seguenti astronauti:
- Bill Pogue, primo lancio 6 novembre 1973, è stato incluso nella Hall of Fame delle Cinque Tribù Civilizzate e può fare richiesta per essere considerato il primo nativo americano nello spazio. John Herrington riportato in basso si è registrato.
- Paul Scully-Power, primo lancio 5 ottobre 1984 è nato in Australia ma aveva la cittadinanza statunitense al momento del lancio.
- Taylor Gun-Jin Wang, primo lancio 29 aprile 1985, è nato in Cina ma aveva la cittadinanza americana al momento del lancio.
- Lodewijk van den Berg, primo lancio 29 aprile 1985 è nato nei Paesi Bassi ma aveva la cittadinanza statunitense al momento del lancio.
- Patrick Baudry, primo lancio 17 giugno 1985, è nato nel Camerun ancora francese, ed era un cittadino francese al momento del lancio.
- Shannon Lucid, primo lancio 17 giugno 1985, è nata in Cina ma era una cittadina statunitense al momento del lancio.
- Franklin Chang-Diaz, primo lancio 12 gennaio 1986, è nato in Costa Rica ma aveva la cittadinanza francese al momento del lancio
- Andy Thomas, primo lancio 19 maggio 1996, è nato in Australia ma aveva la cittadinanza statunitense al momento del lancio.
- Carlos Noriega, primo lancio 15 maggio 1997, è nato in Perù ma aveva la cittadinanza statunitense al momento del lancio.
- Bjarni Tryggvason, primo lancio 7 agosto 1997, è nato in Islanda ma aveva la cittadinanza canadese al momento del lancio.
- John Herrington, primo lancio 24 novembre 2002, ha la cittadinanza statunitense ma è anche il primo nativo americano registrato (Chickasaw) ad essere andato nello spazio.